# Gemmabryum violaceum
Gemmabryum violaceum là một loài Rêu trong họ Bryaceae. Loài này được (Crundw. & Nyholm) J.R. Spence mô tả khoa học đầu tiên năm 2007.